# Afrocamptus uncinatus
Afrocamptus uncinatus is een eenoogkreeftjessoort uit de familie van de Canthocamptidae. De wetenschappelijke naam van de soort is voor het eerst geldig gepubliceerd in 1932 door Chappuis.